# Marqués de Albaserrada
La ganadería Albaserrada (denominada oficialmente Albaserrada) es una ganadería española de reses bravas, referente del Encaste Albaserrada, que ha dado lugar a tres ganaderías importantes dentro del panorama taurino español y mundial: Victorino Martín, Adolfo Martín y José Escolar. Las reses pastan actualmente en la finca “Mirandilla”, situada en el término municipal de Gerena, en la Provincia de Sevilla; está inscrita en la Unión de Criadores de Toros de Lidia. El hierro de la ganadería está formado por una “A” envuelta en un círculo oval coronado por una corona marquesal, en referencia al marquesado de Albaserrada.

## Origen «Jijona» y «Veragua»
El origen se remonta a 1870, cuando Jacinto Trespalacios realiza una compra de reses al Marqués de la Conquista, procedentes de la casta Jijona. En 1883 adquiere del Duque de Veragua una importante cantidad de ganado, eliminando todo el anterior de 1870. A su fallecimiento en 1909 pasó la ganadería a su sobrino y heredero el conde de Trespalacios, y cuatro años más tarde fue adquirida por el ganadero salmantino Matías Sánchez Cobaleda. Matías murió en 1929, dividiendo la ganadería entre sus cuatro hijos: Ignacio, Arturo, Ángel y Antonio Luis Sánchez y Sánchez.

## Historia de la ganadería
Ángel aumentó el lote heredado de su padre con cincuenta vacas y dos sementales de Carmen de Federico. En 1946 fue comprada por Rafael Romero de la Quintana, aumentándola con numerosas reses procedentes de Juan Pedro Domecq y Díez. El hierro original y la ganadería en su totalidad son adquiridos un años más tarde por José Luis García de Samaniego y Queralt, marqués de Taracena (nieto de Hipólito de Queralt, creador del Encaste Albaserrada). En 1949 elimina todo el ganado procedente de Vázquez-Veragua y un pequeño reducto de Murube-Urquijo, y forma la actual ganadería del Marqués de Albaserrada con reses de Isaías y Tulio Vázquez (García Pedrajas) a las que añadió reses de Hijos de Juan Pedro Domecq; posteriormente a principios de los 90 se le añadieron sementales del Marqués de Domecq.

### Toros célebres
- Laborioso: novillo utrero indultado en Sevilla el 12 de octubre de 1965 por el novillero Rafael Astola. Fue el primer novillo indultado en la plaza de toros de La Maestranza.[8][9][10]
- Manzanito: lidiado por José Ortega Cano en la corrida de la Prensa de Madrid el 7 de julio de 1983; se le pidió con fuerza el indulto, aunque finalmente no fue concedido. Asistió el rey Juan Carlos I acompañado de su hermana la infanta Pilar.[11]
- Sombrerero: toro de 472 kg de peso, lidiado por Paco Alcalde en la corrida de la Prensa celebrada en Las Ventas el 5 de julio de 1984. Fue premiado como el mejor toro de aquella corrida.[12][13][14]

## Características
La ganadería está formada con toros y vacas de Encaste Pedrajas procedentes de la ganadería homónima y de Juan Pedro Domecq y Díez. Atienden en sus características zootécnicas a las que recoge como propias de este encaste el Ministerio del Interior:
- Toros mediolíneos, con perfiles rectos o ligeramente cóncavos y tendentes a la eumetría. Son generalmente bajos de agujas y de tipo aleonado. La cabeza es ancha de sienes y corta, provista de encornaduras bien dispuestas, de desarrollo medio, astiblancas. El cuello tiene una longitud entre media y corta y la papada es prominente, pero no excesivamente amplia, son badanudos.
- La línea dorso-lumbar suele ser recta y ligeramente inclinada de adelante a atrás, con la grupa redondeada y las extremidades de longitud media. Pelo brillante, cola larga y borlón manifiesto.
- Sus pintas son predominantemente negras, pero también pueden darse ejemplares castaños, colorados y tostados.

## Premios y reconocimientos
- 1979: Trofeo Carriquiri por el toro Revoltoso, lidiado el 15 de julio por Carlos Escolar “Frascuelo”. El toro fue premiado con la vuelta al ruedo en el arrastre.[16][17]
- 1982: Trofeo Carriquiri por el toro Hatero, lidiado por Jorge Gutiérrez en Pamplona el 8 de julio de ese mismo año.[16][17]